# Fluitsonates van J.S. Bach
Johann Sebastian Bach schreef een tiental kamermuziekwerken waarin de fluit een hoofdrol speelt. Het gaat om 3 sonates voor fluit en basso continuo en 4 voor fluit met een obligate klavecimbelpartij. Daarnaast schreef hij een Partita in a-mineur voor fluit solo die soms ook sonate wordt genoemd. Dat werk wordt besproken in een apart artikel.

## Instrumentatie
In alle gevallen is het het solo-instrument in de hier besproken sonates een dwarsfluit. Bach heeft in zijn kamermuziek voor zover bekend geen muziek geschreven voor blokfluit. Bach schreef wel blokfluitpartijen in de Brandenburgse concerten nr. 2 en 4, in één deel van de Matthäus-Passion (namelijk in het recitatief nr. 19 Oh Schmerz), en in enkele cantates en concerten. Het was het in Bachs tijd wel gebruikelijk om composities ook op andere instrumenten te spelen dan het oorspronkelijk voorgeschreven instrument. De fluitpartij van de hier besproken sonates zou ook door blokfluit, viool of hobo gespeeld kunnen worden.
Het gebruikelijk instrument voor de continuo-begeleiding is het klavecimbel, eventueel aangevuld met cello, maar ook contrabas, viola da gamba, theorbe of fagot kunnen worden gebruikt. In de 19e en 20e eeuw werden zowel de sonates met continuobegeleiding als die met obligaat klavecimbel ook met piano uitgevoerd. Met de toenemende belangstelling voor de authentieke uitvoeringspraktijk wordt dit zeker voor professionele uitvoeringen en voor opnames niet meer acceptabel geacht. Steeds vaker wordt in plaats van de sonates op de moderne Böhm-fluit te spelen teruggegrepen op de traverso.

## Ontstaan
Bach had goede contacten met het hof van Dresden, waar de fluitist Pierre-Gabriel Buffardin werkte. Ten minste enkele van Bachs composities voor fluit zijn waarschijnlijk voor hem geschreven. Mogelijk heeft Bach in Leipzig enkele van de sonates uitgevoerd tijdens zijn concerten in het Zimmermannischen Caffee-Hauß waar hij vaak te vinden was.

## Sonates voor fluit en obligaat klavecimbel

### Sonate in b-mineur, BWV 1030
Delen
- Andante (maatsoort C, toonsoort b-mineur)
- Largo e dolce (maatsoort 6/8, toonsoort D-majeur)
- Presto (maatsoort ₵, toonsoort b-mineur)
- Allegro (maatsoort 12/16, toonsoort b-mineur)

Het handschrift van deze sonate dateert van na 1735, toen Bach dirigent was van het Collegium Musicum in Leipzig. Er staan fouten in het manuscript. Omdat er een kort fragment van de klavecimbelpartij van deze sonate bestaat in g-mineur, mogelijk bedoeld voor een blokfluit als soloinstrument, lijkt het werk gebaseerd op een eerdere versie voor twee soloinstrumenten met continuo.

### Sonate in Es majeur, BWV 1031
Delen
- Allegro moderato (maatsoort C, toonsoort Es majeur)
- Siciliano (maatsoort 6/8, toonsoort g-mineur)
- Allegro (maatsoort 3/8, toonsoort E-majeur)

Het bekendste deel is de Siciliano, ook voor piano bewerkt, en bijvoorbeeld door Thijs van Leer opgenomen op het album Introspection 2.
Van deze sonate werd lange tijd gedacht dat deze waarschijnlijk niet van Johann Sebastian Bachs hand was. Mogelijk ging het een compositie van zijn zoon Carl Philipp Emanuel (H 545 in de werkencatalogus van E. Eugene Helm) of is het een coproductie geweest van vader en zoon (het overzicht van Carl Philipp Emanuels nalatenschap uit 1790 noemt composities die hij samen met zijn vader heeft geschreven). Vanwege een afschrift gemaakt door Johann Nathanael Bammler, Bachs persoonlijk secretaris, en van bachs naam voorzien wordt tegenwoordig weer wel gedacht dat het gaat om een compositie van (Johann Sebastian) Bach.

### Sonate in A-majeur, BWV 1032
Delen
- Vicace (maatsoort C, toonsoort A-majeur)
- Largo e dolce (maatsoort 6/8, toonsoort a-mineur)
- Allegro (maatsoort 3/8, toonsoort A-majeur)

Het eerste deel van deze sonate is overgeleverd in twee fragmenten, het tussenliggende deel ontbreekt. Ook hier wordt een eerdere versie als sonate voor twee solo- instrumenten en continuo vermoed.

### Sonate in g-mineur voor fluit en obligaat klavecimbel, BWV 1020
Het soloinstrument wordt in het handschrift als "viool" benoemd, maar wegens het relatief geringe bereik (de sonate kan zonder gebruik van de G-snaar van de viool gespeeld worden) en wegens het geheel ontbreken van vioolspecifieke effecten wordt het werk sinds Friedrich Spitta door fluitisten gespeeld. Men denkt dat het gaat om een compositie van Bachs zoon Carl Philipp Emanuel (H 542.5 in de werkencatalogus van E. Eugene Helm).

## Sonates voor fluit en continuo

### Sonate in C-majeur, BWV 1033
Delen
- Andante – Presto (maatsoort C, toonsoort C-majeur)
- Allegro (maatsoort 3/4, toonsoort C-majeur)
- Adagio (maatsoort C, toonsoort a-mineur)
- Menuetto I – II – I (maatsoort 3/4, toonsoort C-majeur)

Omdat in de continuopartij gebruikte muzikale motieven uit de fluitpartij ontbreken en wat onhandige lijkt op sommige plaatsen, is wel gesuggereerd dat dit werk oorspronkelijk als compositie voor fluit solo gecomponeerd is en dat de continuopartij geschreven is door een leerling.

### Sonate in e-mineur, BWV 1034
Delen
- Adagio ma non tanto (maatsoort C, toonsoort e-mineur)
- Allegro (maatsoort C, toonsoort e-mineur)
- Andante (maatsoort 3/4, toonsoort G-majeur)
- Allegro (maatsoort 3/4, toonsoort e-mineur)

Deze sonate wordt gedateerd in Bachs tijd in Cöthen (1717–23), toen Bach in dienst was als kapelmeester van Prins Leopold van Cöthen. Er zijn aanwijzingen dat het stuk later gedateerd moet worden, na zijn verhuizing naar Leipzig.

### Sonate in E-majeur, BWV 1035
Delen
- Adagio ma non tanto (maatsoort C, toonsoort E-majeur)
- Allegro (maatsoort 2/4, toonsoort E-majeur)
- Siciliano (maatsoort 6/8, toonsoort cis-mineur)
- Allegro assai (maatsoort 3/4, toonsoort E-majeur)

Vanwege een aantekening op de partituur lijkt dit werk opgedragen aan Michael Gabriel Fredersdorf, een bediende van Frederik II in  Berlijn.

## Andere sonates met fluit
Er zijn drie andere sonates die in samenhang met de bovenstaande sonates genoemd kunnen worden. 

### Triosonate uit hetMusikalisches Opfer
Het Musikalisches Opfer, BWV 1079 bevat een triosonate voor fluit, viool en continuo: Sonata sopr'il Soggetto Reale a Traversa, Violino e Continuo.
Delen
- Largo
- Allegro
- Andante
- Allegro

### Sonate voor fluit, viool en continuo in, BWV 1038
Delen
- Largo
- Vivace
- Adagio
- Presto

De authenticiteit van dit werk wordt betwist. het werd waarschijnlijk geschreven of bewerkt door Bach zoon Carl Philipp Emanuel (In zijn werkencatalogus opgenomen met nummer H.590.5).

### Sonate voor twee fluiten en continuo, BWV 1039
Delen
- Adagio
- Allegro ma non presto
- Adagio e piano
- Presto

Dit is een van de weinige triosonates van Bach waarvan vaststaat dat deze daadwerkelijk van Bachs hand is. De sonate werd geschreven tijdens Bachs periode in Weimar (1708–1717). Later maakte Bach een tweede zetting van het voor viola da gamba en continu, nu bekend als de eerste gambasonate in G-majeur, BWV 1027.

## Andere muziek van Bach met een prominente fluitpartij
Bach schreef twee tripelconcerten met concertino bestaande uit solo-fluit, solo-viool en solo-klavecimbel, namelijke het Vijfde Brandenburgse Concert, BWV 1050 in D-majeur en het Tripelconcert in a-mineur, BWV 1044. Verder is er de Ouverture (Suite) nr. 2 in b-mineur, BWV 1067 voor fluit en strijkers. 
Bach schreef daarnaast veel prominente fluitpartijen in zijn passies en cantates. In de cantate Non sa che sia dolore, BWV 209 voor sopraan, fluit en strijkers heeft de fluit een prominente rol. In de sinfonia, het eerste deel, ontbreekt de zangstem geheel.